# 斯洛博季亞基
50°6′48″N 23°24′42″E / 50.11333°N 23.41167°E
斯洛博季亞基（烏克蘭語：Слободяки），是烏克蘭的村落，位於該國西部利沃夫州，由亞沃里夫區負責管轄，始建於1954年，面積0.04平方公里，海拔高度256米，2001年人口57。